# Christian Bischof

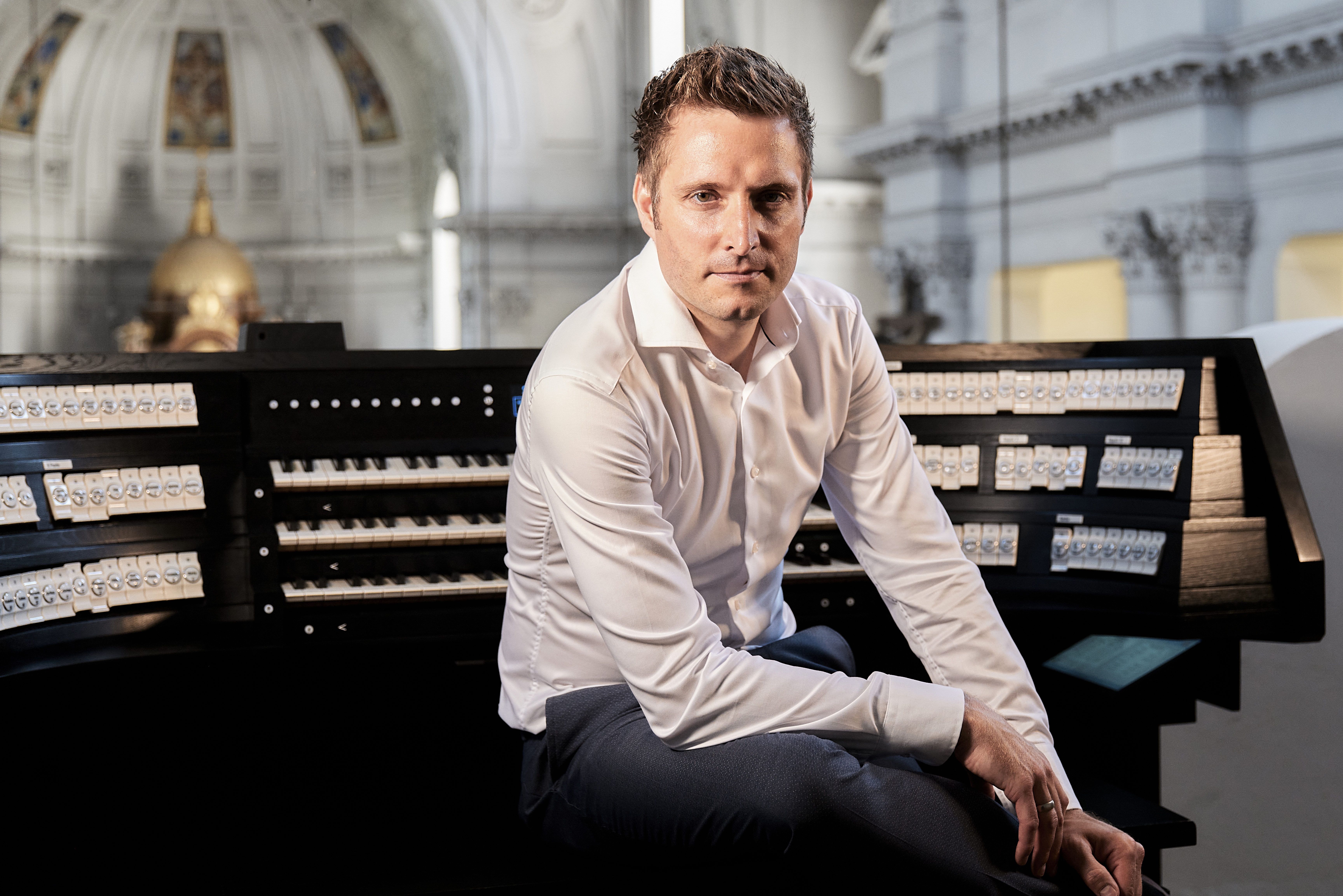
Christian Bischof an der Margaretenorgel München (2020)

Christian Bischof (* 20. Januar 1982 in Kötzting, Oberpfalz) ist ein deutscher Organist und Kirchenmusiker, stellvertretender Diözesanmusikdirektor und Orgelsachverständiger.

## Leben
Christian Bischof wurde im Bayerischen Wald geboren und begann seine Schulzeit am Musikgymnasium der Regensburger Domspatzen, während seine Eltern in die Heimatstadt Bamberg zurückzogen. Nach dem Abitur am Kaiser-Heinrich-Gymnasium Bamberg studierte er Kirchenmusik und Orgel mit den Abschlüssen Kirchenmusik-A-Diplom und Meisterklassendiplom an der Hochschule für Musik Würzburg bei Christoph Bossert, Zsolt Gárdonyi und Jörg Straube u. a. Während dieser Zeit war er Stipendiat der Studienstiftung Cusanuswerk der Deutschen Bischofskonferenz. 2006–2007 vertiefte er seine Orgelstudien bei Hans-Ola Ericsson an der Musikhögskolan i Piteå in Schweden.

## Schaffen
Als Kirchenmusiker und Organist hatte Christian Bischof Ämter in Bamberg (St. Kunigund), Würzburg (Augustinerkirche) und an der Benediktinerabtei Scheyern inne. 2018–2019 war er künstlerischer Leiter und Dirigent des Kammerchors Nürnberg. Seit 2013 leitet Bischof die Kirchenmusik an der Stadtpfarrkirche St. Margaret München. 2020 wurde er zum stellvertretenden Diözesanmusikdirektor im Erzbistum München und Freising ernannt. In dieser Funktion leitet Bischof die kirchenmusikalische Nachwuchsausbildung sowie die Münchener Kantorenschule. 2023 wurde er zum amtlichen Orgelsachverständigen und Leiter des Orgelwesens in der Erzdiözese München und Freising ernannt.
Neben seinen Tätigkeiten als Präses des Diözesan-Cäcilienverbandes München-Freising im Allgemeinen Cäcilienverband und zertifizierter Orgelsachverständiger der Vereinigung der Orgelsachverständigen Deutschlands konzertiert er international als Organist.
2018 rief er die Orgelmatineen im Kloster Schäftlarn ins Leben.
Bischofs Forschungen zum Orgelbau in der Metropolregion München in der ersten Hälfte des 20. Jahrhunderts (1900–60) waren dem Schaffen des Orgelbauers Albert Moser gewidmet.
In den Jahren 2013–2020 leitete Bischof die Reorganisation und Erweiterung der großen Orgel von St. Margaret München.

### Lehr- und Konzerttätigkeit
Bischof unterrichtete als Lehrbeauftragter im Fach Orgel an der Hochschule für Musik Würzburg, wirkte als Dozent bei Meisterkursen und war als Wettbewerbs-Juror tätig. Konzertreisen führten ihn in viele europäische Länder, die USA und nach Russland. Bischof gab mehrfach Gastspiele bei Tagungen der American Guild of Organists und war Artist in Residence an der University of Michigan in Ann Arbor, Michigan, USA.
Bischof beschäftigt sich vor allem mit den Orgelwerken der deutschen Romantik und dem Werk Max Regers.

## Kompositionen
- Maria durch ein Dornwald ging für Chor SSAATB (2017)
- Es kommt ein Schiff geladen für Chor SSATB (2017)

## Diskographie
- Sounds of the Centuries. Die große Orgel der Pfarrkirche St. Margaret München. Werke von Johann Sebastian Bach, Felix Mendelssohn Bartholdy, Max Reger, Richard Wagner, Gabriel Fauré, Olivier Messiaen, Naji Subhy Hakim und Louis Vierne. Organum  Classics 2021[12]
- Music For A While. Werke für 2 Celli und Orgel, Spektral, 2014.
- Bavarian Brass – Jubiläums-Edition. Bavarian, 2013.
- KlangRaum Augustinerkirche – Die symphonische Orgelanlage in der Augustinerkirche Würzburg. Organum Classics, 2012.
- 125 Jahre Orgelbau Seifert Kevelaer. Eine Klangreise. Hardcoverbuch mit CD. Organum Classics, ISBN 3-9809232-4-X.

## Schriften
- (Hrsg.): Die große Margaretenorgel München-Sendling. München 2020.[13]